# Деби Томас
Деби Томас (25. март 1967) je бивша клизачица и љекар. Она је свјетски шампион из 1986. године и двоструки државни шампион САД.

## Младост
Деби је рођена у Њујорку. Одрасла је у San Jose, Калифорнија. Родитељи су јој се развели још у младости. Мајка јој је радила као програмер.

## Клизачка каријера
Томас је почела да клиза са пет година у Сан Хозе. Са девет година је учествовала на првом такмичењу и освојила прво мјесто. Од тада, почиње да се бави такмичарским клизањем. Највећи дио свог успјеха дугује својој мајци која се жртвовала да је вози 100 mi (160 km) дневно од школе, куће до клизалишта. Томас је студирала на Универзитету у Станфорду, иако је било неуобичајено да врхунски амерички клизач истовремено студира и такмичи се. Томас је изводила triple toe-triple комбинацију која је била ријетка за женског клизача 1980-их година.

## Љекарска каријера
Деби је изразила интересовање за медицину још у дјетињству. Студирала је на Универзитету Станфорд током своје такмичарске каријере док се није преселила у Колорадо током сезоне 1987-1988, и наставила студије до 1989. године. Дипломирала је 1991. године на Станфорду са дипломом из инжењеринга и са Медицинског факултета у Сјеверном универзитету у Феинбергу 1997. године. Томас је постала ортопедски хирург специјализован за замјену кољена. Дипломирала је у јуну 2005. године. Током своје медицинске каријере имала је потешкоће у раду са другим љекарима због своје личности. Због тога се често премјештала из клинике у клинику не задржавајући се дуже од годину дана.

## Приватни живот
Томас се удала за Брајана Хогена 15. марта 1988. године у Колораду. Након завршетка брака, удаје се за спортског адвоката у јесен 1996. године. Прије развода добили су сина Кристофера 1997. године. Данас, Деби и њен вјереник имају два сина и живе у Југозападној Вирџинији.